# Kentavious Caldwell-Pope
Pour les articles homonymes, voir KCP.
Kentavious Caldwell-Pope, né le 18 février 1993 à Greenville dans l'État de Géorgie, est un joueur américain de basket-ball. Surnommé "KCP", il évolue au poste d'arrière voire d'ailier, et mesure 1,94 m.

## Biographie

### Débuts de carrière

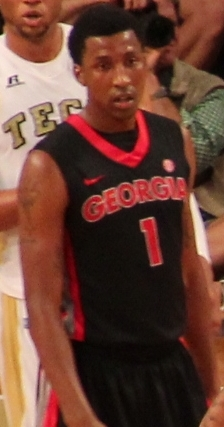
Kentavious Caldwell-Pope sous les couleurs de son université.

#### Années lycéennes
En 2010, il communique son intention de jouer au basket-ball pour les Bulldogs de l'université de Géorgie.
Durant sa dernière année lycéenne en 2011, au lycée de Greenville (Greenville High School (en)) dans l'État de Géorgie, il marque 31 points par match et est, grâce à cela, sélectionné pour jouer le McDonald's All-American Boys Game, match qui regroupe les meilleurs prospects universitaires aux États-Unis.
Il est ensuite sélectionné pour le Jordan Brand Classic.

#### Années universitaires (2011-2013)
En 2011-2012, lors de sa première année chez les Bulldogs, il est nommé dans la SEC All-Freshman Team qui regroupe les meilleurs joueurs de première année de sa conférence.
En 2012-2013, pour sa second année universitaire, il est nommé meilleur joueur de sa conférence et dans la First-team All-SEC. Il réussit même un double-double (32 points, 13 rebonds) contre les Tigers de LSU lors de son dernier match universitaire. Peu de temps après il quitte l'université de Géorgie pour s'inscrire à la draft 2013 de la NBA.

### Carrière professionnelle

#### Pistons de Détroit (2013-2017)

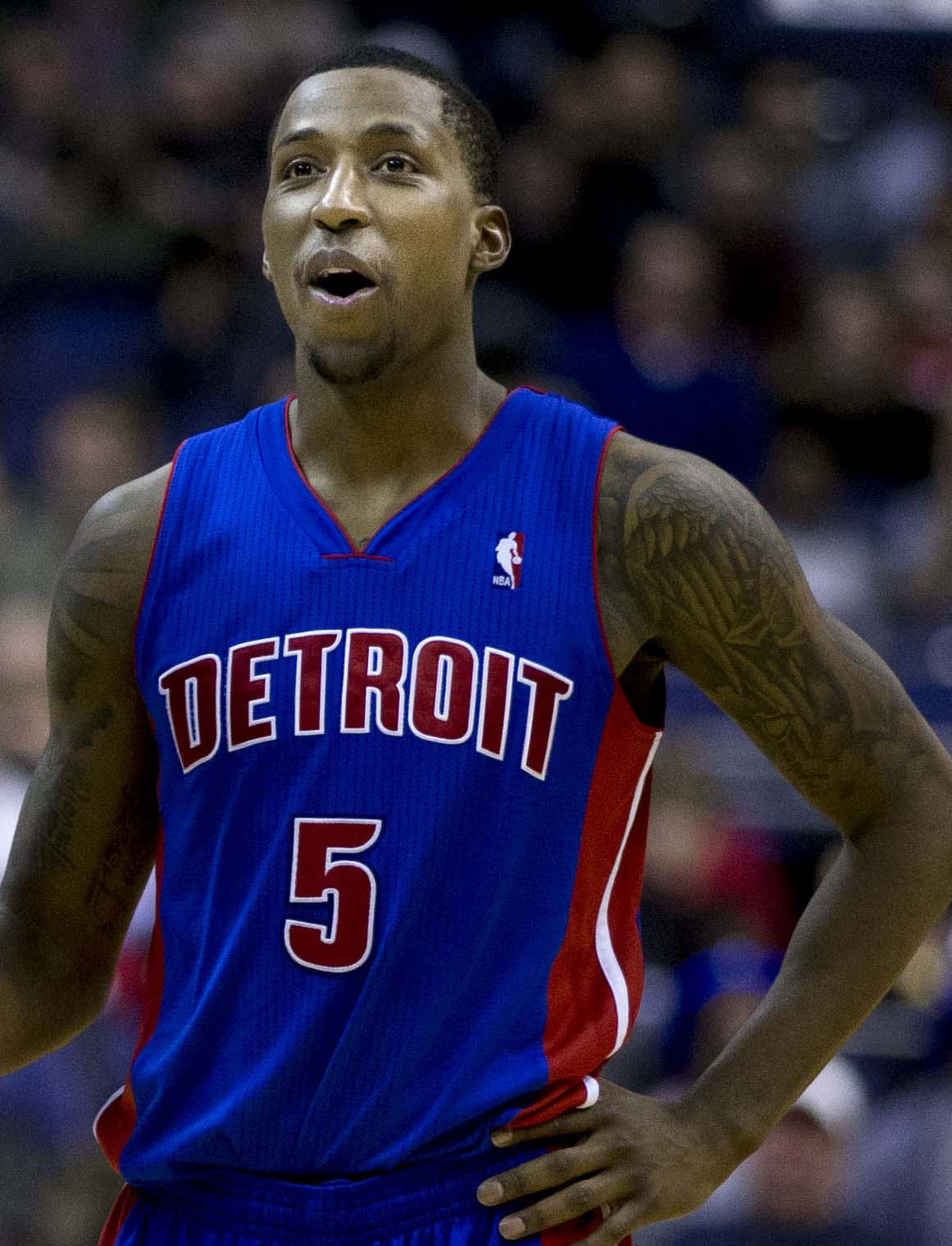

En juin 2013, Il est drafté par les Pistons de Détroit au 8e choix du premier tour. Après avoir fait une très bonne NBA Summer League (13,8 points de moyenne par match), il signe son premier contrat. Le 16 avril 2014, il établit son record de points en carrière avec 30 unités lors de la défaite des siens 111 à 112 contre le Thunder d'Oklahoma City.
Après une première saison (2013-2014) assez difficile, il réussit une meilleure saison lors de la saison 2014-2015, où il termine à 12,7 points par match. Il est ainsi prolongé par les Pistons qui activent les deux années d'option de son contrat.
La saison 2015-2016 confirme ses qualités, notamment sa défense et sa capacité à remonter le ballon. Aux côtés du duo Reggie Jackson-Andre Drummond, il emmène Détroit en playoffs pour la première fois depuis 2008.
Lors du premier tour des playoffs contre les Cavaliers de Cleveland (futur champion NBA), les Pistons sont battus 4-0.

#### Lakers de Los Angeles (2017-2021)
En juillet 2017, Caldwell-Pope signe un contrat d'un an et 18 millions de dollars avec les Lakers de Los Angeles.
Le 6 juillet 2019, il se réengage avec la franchise californienne pour deux saisons et 16 millions de dollars à la clé.
En octobre 2020, il remporte le titre NBA au côté de LeBron James, Anthony Davis et Rajon Rondo, jouant un rôle majeur lors de ses sorties de banc lors de la finale face au Heat de Miami.
À l'intersaison, il re-signe avec les Lakers pour un contrat de trois ans et 40 millions de dollars.

#### Wizards de Washington (2021-2022)
En juillet 2021, il est transféré aux Wizards de Washington en échange de Russell Westbrook et en compagnie de Montrezl Harrell et Kyle Kuzma.

#### Nuggets de Denver (2022-2024)
Fin juin 2022, il est échangé vers les Nuggets de Denver avec Ish Smith contre Will Barton et Monté Morris. Il est titulaire avec les Nuggets et le 12 juin 2023, il remporte son deuxième titre NBA lors des Finales NBA 2023.

#### Magic d'Orlando (2024-2025)
Agent libre à l'été 2024, il s'engage avec le Magic d'Orlando pour 66 millions de dollars sur trois ans.

#### Grizzlies de Memphis (depuis 2025)
Le 15 juin 2025, il est envoyé aux Grizzlies de Memphis avec son coéquipier Cole Anthony et 4 premiers tours de draft, dans un échange contre Desmond Bane,.

## Palmarès
- Champion de la Conférence Ouest avec les Lakers de Los Angeles en 2020 et avec les Nuggets de Denver en 2023
- Champion NBA avec les Lakers de Los Angeles en 2020
- Champion NBA avec les Nuggets de Denver en 2023

## Statistiques

### Universitaires
Les statistiques de Kentavious Caldwell-Pope en matchs universitaires sont les suivantes :
| Saison    | Équipe   | Matchs | Titul. | Min./m | % Tir | % 3pts | % LF | Rbds/m. | Pass/m. | Int/m. | Ctr/m. | Pts/m. |
| --------- | -------- | ------ | ------ | ------ | ----- | ------ | ---- | ------- | ------- | ------ | ------ | ------ |
| 2011-2012 | Géorgie  | 32     | 32     | 32,1   | 39,6  | 30,4   | 65,4 | 5,2     | 1,2     | 1,8    | 0,3    | 13,2   |
| 2012-2013 | Géorgie  | 32     | 32     | 33,9   | 43,3  | 37,3   | 79,9 | 7,1     | 1,8     | 2,0    | 0,5    | 18,5   |
| Carrière  | Carrière | 64     | 64     | 33,0   | 41,5  | 33,9   | 72,7 | 6,2     | 1,5     | 1,9    | 0,4    | 15,9   |

### NBA

#### Saison régulière
| Champion NBA |

| Saison    | Équipe      | Matchs | Titul. | Min./m | % Tir | % 3pts | % LF | Rbds/m. | Pass/m. | Int/m. | Ctr/m. | Pts/m. |
| --------- | ----------- | ------ | ------ | ------ | ----- | ------ | ---- | ------- | ------- | ------ | ------ | ------ |
| 2013-2014 | Détroit     | 80     | 41     | 19,8   | 39,6  | 31,9   | 77,0 | 1,95    | 0,69    | 0,94   | 0,15   | 5,88   |
| 2014-2015 | Détroit     | 82     | 82     | 31,5   | 40,1  | 34,5   | 69,6 | 3,11    | 1,33    | 1,13   | 0,22   | 12,72  |
| 2015-2016 | Détroit     | 76     | 76     | 36,7   | 42,0  | 30,9   | 81,1 | 3,71    | 1,82    | 1,45   | 0,22   | 14,54  |
| 2016-2017 | Détroit     | 76     | 75     | 33,3   | 39,9  | 35,0   | 83,2 | 3,26    | 2,54    | 1,17   | 0,16   | 13,78  |
| 2017-2018 | L.A. Lakers | 74     | 74     | 33,2   | 42,6  | 38,3   | 78,9 | 5,23    | 2,19    | 1,43   | 0,22   | 13,41  |
| 2018-2019 | L.A. Lakers | 82     | 23     | 24,8   | 43,0  | 34,7   | 86,7 | 2,90    | 1,34    | 0,89   | 0,16   | 11,44  |
| 2019-2020 | L.A. Lakers | 69     | 26     | 25,5   | 46,7  | 38,5   | 77,5 | 2,06    | 1,61    | 0,83   | 0,20   | 9,30   |
| 2020-2021 | L.A. Lakers | 67     | 67     | 28,4   | 43,1  | 41,0   | 86,6 | 2,67    | 1,90    | 0,93   | 0,39   | 9,75   |
| 2021-2022 | Washington  | 77     | 77     | 30,2   | 43,5  | 39,0   | 89,0 | 3,39    | 1,88    | 1,08   | 0,34   | 13,22  |
| 2022-2023 | Denver      | 76     | 76     | 31,3   | 46,2  | 42,3   | 82,4 | 2,74    | 2,41    | 1,47   | 0,46   | 10,82  |
| 2023-2024 | Denver      | 76     | 76     | 31,6   | 46,0  | 40,6   | 89,4 | 2,41    | 2,41    | 1,29   | 0,55   | 10,08  |
| 2024-2025 | Orlando     | 77     | 77     | 29,6   | 43,9  | 34,2   | 86,3 | 2,19    | 1,77    | 1,29   | 0,44   | 8,74   |
| Carrière  | Carrière    | 912    | 770    | 29,6   | 42,8  | 36,7   | 82,2 | 2,97    | 1,81    | 1,16   | 0,29   | 11,15  |

Mise à jour le 1er juin 2025

#### Playoffs
| Saison   | Équipe      | Matchs | Titul. | Min./m | % Tir | % 3pts | % LF  | Rbds/m. | Pass/m. | Int/m. | Ctr/m. | Pts/m. |
| -------- | ----------- | ------ | ------ | ------ | ----- | ------ | ----- | ------- | ------- | ------ | ------ | ------ |
| 2016     | Détroit     | 4      | 4      | 40,3   | 44,0  | 44,4   | 71,4  | 4,25    | 2,75    | 1,75   | 0,25   | 15,25  |
| 2020     | L.A. Lakers | 21     | 21     | 29,0   | 41,8  | 37,8   | 81,5  | 2,10    | 1,33    | 1,00   | 0,19   | 10,71  |
| 2021     | L.A. Lakers | 5      | 5      | 29,2   | 37,9  | 21,1   | 100,0 | 2,80    | 1,00    | 1,00   | 0,00   | 6,20   |
| 2023     | Denver      | 20     | 20     | 33,5   | 45,7  | 38,0   | 82,9  | 3,25    | 1,55    | 1,30   | 0,65   | 10,60  |
| 2024     | Denver      | 12     | 12     | 35,0   | 39,5  | 32,7   | 100,0 | 2,92    | 2,58    | 1,42   | 0,42   | 8,08   |
| 2025     | Orlando     | 5      | 5      | 32,7   | 26,7  | 26,1   | 75,0  | 3,00    | 1,80    | 1,40   | 0,60   | 5,00   |
| Carrière | Carrière    | 67     | 67     | 32,4   | 41,8  | 35,8   | 84,3  | 2,84    | 1,72    | 1,24   | 0,39   | 9,72   |

## Records sur une rencontre en NBA
Les records personnels de Kentavious Caldwell-Pope en NBA sont les suivants, :
| Type de statistique        | Saison régulière | Saison régulière                | Saison régulière | Playoffs | Playoffs                 | Playoffs          |
| Type de statistique        | Record           | Adversaire                      | Date             | Record   | Adversaire               | Date              |
| -------------------------- | ---------------- | ------------------------------- | ---------------- | -------- | ------------------------ | ----------------- |
| Points                     | 38               | Pelicans de La Nouvelle-Orléans | 1er février 2017 | 21       | @ Cavaliers de Cleveland | 17 avril 2016     |
| Paniers marqués            | 13               | 2 fois                          | 2 fois           | 7        | 3 fois                   | 3 fois            |
| Paniers tentés             | 31               | Trail Blazers de Portland       | 9 avril 2019     | 15       | Heat de Miami            | 9 octobre 2020    |
| Paniers à 3 points réussis | 8                | 4 fois                          | 4 fois           | 4        | 3 fois                   | 3 fois            |
| Paniers à 3 points tentés  | 16               | Hawks d'Atlanta                 | 9 janvier 2015   | 11       | Heat de Miami            | 2 octobre 2020    |
| Lancers francs réussis     | 9                | @ Trail Blazers de Portland     | 12 mars 2022     | 5        | Heat de Miami            | 30 septembre 2020 |
| Lancers francs tentés      | 10               | 4 fois                          | 4 fois           | 5        | Heat de Miami            | 30 septembre 2020 |
| Rebonds offensifs          | 4                | 5 fois                          | 5 fois           | 2        | Cavaliers de Cleveland   | 24 avril 2016     |
| Rebonds défensifs          | 12               | @ Hawks d'Atlanta               | 26 février 2018  | 8        | @ Cavaliers de Cleveland | 20 avril 2016     |
| Rebonds totaux             | 14               | @ Hawks d'Atlanta               | 26 février 2018  | 8        | @ Cavaliers de Cleveland | 20 avril 2016     |
| Passes décisives           | 10               | Clippers de Los Angeles         | 25 novembre 2016 | 5        | 3 fois                   | 3 fois            |
| Interceptions              | 5                | 2 fois                          | 2 fois           | 4        | Cavaliers de Cleveland   | 22 avril 2016     |
| Contres                    | 3                | Rockets de Houston              | 31 janvier 2015  | 1        | 5 fois                   | 5 fois            |
| Balles perdues             | 5                | 2 fois                          | 2 fois           | 2        | 3 fois                   | 3 fois            |
| Minutes jouées             | 49               | @ Bulls de Chicago              | 18 décembre 2015 | 43       | Cavaliers de Cleveland   | 24 avril 2016     |

- Double-double : 9
- Triple-double : 0

Dernière mise à jour : 15 juillet 2022

## Salaires
| Année       | Équipe      | Salaire      |
| ----------- | ----------- | ------------ |
| 2013-2014   | Pistons     | 2 653 080 $  |
| 2014-2015   | Pistons     | 2 772 480 $  |
| 2015-2016   | Pistons     | 2 891 760 $  |
| 2016-2017   | Pistons     | 3 678 319 $  |
| 2017-2018   | Lakers      | 17 745 894 $ |
| 2018-2019   | Lakers      | 12 000 000 $ |
| 2019-2020   | Lakers      | 8 089 282 $  |
| 2020-2021   | Lakers      | 12 073 020 $ |
| 2021-2022   | Wizards     | 13 038 862 $ |
| 2022-2023   | Nuggets     | 14 004 703 $ |
| Total Gains | Total Gains | 88 947 400 $ |
| 2023-2024   | Nuggets     | 14 704 938 $ |
| 2024-2025   | Nuggets     | 15 440 185 $ |